# Cape Northumberland
Cape Northumberland är en udde i Australien. Den ligger i delstaten South Australia, omkring 390 kilometer sydost om delstatshuvudstaden Adelaide.
Trakten är glest befolkad. Närmaste större samhälle är Port MacDonnell, nära Cape Northumberland.